# Giri

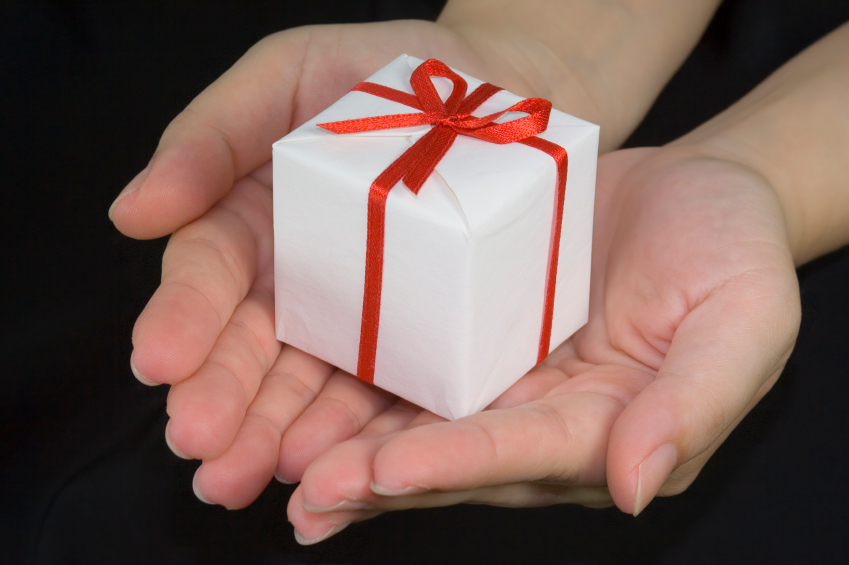
Po daru musí přijít protidar v přiměřené hodnotě.

Giri (jap. 義理) je termín označující v japonské kultuře niterný imperativ k plnění závazků a poskytování vzájemných refundací či protislužeb, nezávisle na tom, zda závazek je dobrý či špatný, což může být v konfliktu s klasickou představou o morálce. Chování odchylující se od této specifické formy morálního závazku není formálně postihováno, ale narušitel je ohrožen újmou reputace.
S giri úzce souvisí i tradice dávání dárků a protidárků. Kritika poukazuje na to, že tento společenský zvyk vytváří především pocit, že člověk někomu něco dluží.
V rámci nově importovaného svátku sv. Valentýna do Japonska se mluví o obdarovávání mužů tzv. čokoládou zdvořilosti aneb giri-choco. 